# Bakenrenef
Uahkara-Bakenrenef va ser un rei de la dinastia XXIV,de l'antic Egipte que va regnar de ca. 718 a 712 aC. (von Beckerath).
Manetó el considera l'únic membre de la dinastia vint-i-quatrena. Sext Juli Africà citant Manetó indica que Bojjoris va governar durant sis anys, encara que Eusebi de Cesarea comenta que Bojjoris (versió de Jordi Sincel·le) o Bokkoris (versió armènia) va regnar 44 anys.
Manetó és la font de dos esdeveniments del regnat de Bakenrenef. El primer és el relat que un anyell va profetitzar que Egipte seria conquerit pels assiris, un relat posteriorment repetit per altres autors clàssics com Claudi Aeliano (De Natura Animalis 12,3). El segon era que Bakenrenef va ser capturat per Shabaka, un rei de la dinastia XXV, i que el va executar cremant-lo viu.
Diodor de Sicília, escrivint prop de tres segles més tard que Manetó, afegeix alguns detalls diferents. Diodor indica que encara que Bakenrenef va ser "menyspreable en aparença", era més savi que els seus predecessors (1.65). Els egipcis li van atribuir una llei respecte dels contractes, que va proporcionar una manera de pagar els deutes quan no se signés document, i va ser observat fins als temps de Diodor (1.79). Per això, i per altres fets, Diodor va incloure Bakenrenef com un dels sis legisladors més importants de l'antic Egipte.
Malgrat la importància donada per aquests escriptors, pocs registres contemporanis de Bakenrenef han perdurat. La principal inscripció del seu regnat concerneix a la mort i enterro d'un bou Apis a l'Any 5è i 6è del seu regnat; la resta són algunes esteles que Auguste Mariette va descobrir en excavar el Serapeum de Saqqara. Shabaka el va deposar i va enterrar el bou en el seu 2n any, en realitzar una campanya al Baix Egipte. Amb ell acaba l'efímera dinastia vint-i-quatrena d'Egipte, amb una potència rival, la dinastia vint-i-cinquena Kushita (Núbia).